# Чим ми займаємося в тінях
«Чим ми займаємося в тінях» (іноді «Що ми поробляємо в тінях?», англ. What We Do in the Shadows) — американський мок'юментарний комедійний телевізійний серіал жахів, створений Джемейном Клементом за мотивами новозеландського фільму «Що ми робимо у тінях» (2014 року), знятого Клементом разом із Тайкою Вайтіті.
Прем'єра першого сезону відбулася 27 березня 2019 року на каналі FX. У центрі сюжету пригоди й стосунки чотирьох вампірів, які живуть у наші дні в будинку на Стейтен-Айленді.
У головних ролях: Кайван Новак, Метт Беррі, Наташа Деметріу, Гарві Гіллен та Марк Прокш.
Під час показу першого сезону серіал був продовжений на другий сезон із 10 серій, які показали 15 квітня 2020 року. У травні 2020 року серіал продовжений на третій сезон, який вийшов 2 вересня 2021 року. 13 серпня 2021 року FX анонсували четвертий сезон. Прем'єра четвертого сезону відбулася 12 липня 2022 року. У червні 2022 року серіал було продовжено на п’ятий і шостий сезон перед прем’єрою четвертого сезону.

## Сюжет
Сюжет серіалу «Чим ми займаємося в тінях» відбувається на Стейтен-Айленді та розповідає про життя трьох типових вампірів — Нандора, Ласло та Наді. Після неочікуваного візиту їх «начальника» — древнього Князя зі Старого Світу вони повинні завоювати Стейтен-Айленд для свого виду, перш ніж Князь пробудиться від свого багаторічного сну.

## Актори та персонажі

### Головні ролі
- Кайван Новак — Нандор Невблаганний, колись був кровожерливим ватажком вигаданого королівства Аль-Куоланудар на півдні Ірану та воїном, що служив Османській імперії. Як найстаріший вампір, він є самопроголошеним лідером групи, і тому часто скликає домашні збори для дискусій. Хоча він щиро піклується про свого знайомого людину Гільєрмо, йому важко це висловити.
- Метт Беррі — Ласло Крейвенсворт, дворянський вампір-англієць, якого колись перетворила Надя і тепер він з нею одружений. Він часто зайнятий думками про секс і є колишнім порноактором. Він також із задоволенням робить у дворі топіарні скульптури вульв, у тому числі дружини та матері.
- Наташа Деметріу — Надя, ромська вампірка, яка перетворила Ласло у вампіра, а згодом вийшла за нього заміж. Вона часто розчарована своїми сусідами-чоловіками та ностальгує за своїм людським життям. Вона крутить роман з людиною, якого вважає реінкарнацією свого колишнього коханця лицаря Грегора.
- Гарві Гіллен — Гільєрмо Де ла Круз, латиноамериканець, фамільяр Нандора. Незважаючи на своє розчарування через його необґрунтоване навантаження роботою та ігнорування Нандором його смертності, він 11 років служив своєму панові в надії стати вампіром — мрія, натхненна Арманом з фільму «Інтерв'ю з вампіром» 1994 року. В кінці першого сезону Гільєрмо дізнається, що він є нащадком відомого мисливця на вампірів Авраама Ван Хельсінга і виявляється дуже вмілим у вбивстві вампірів, що викликає у Гільєрмо суперечливі почуття щодо його бажання стати вампіром.
- Марк Прокш — Колін Робінсон, енергетичний вампір, який живе в підвалі. Він живе, вичерпуючи з людей чи вампірів їх енергію. Йому не шкодить сонячне світло чи вхід у церкви, він може працювати в кабінеті і харчуватися розчаруванням своїх колег. На відміну від інших, Колін не проявляє зовнішніх ознак вампіризму, за винятком того, що його очі світяться, коли він харчується енергією, а його відображення демонструє бліду версію самого себе.[10]

### Епізодичні ролі
- Ентоні Атаманюк[en] — Шон, сусід-людина. Він іноді стає свідком того, як Ласло робить щось вампірське, але легко піддається гіпнозу і все забуває. Вампіри щадять його, тому що він виносить їх сміття.
- Біані Фельдштейн — Дженна, ларперка і незаймана дівчина, яку Гільєрмо заманив, щоб поласувати. Пізніше Надя перетворила її на вампіра, коли побачила, як однолітки погано поводилися з Дженною. Під час навчання вампірів з Надєю вона виявляє, що у неї є рідкісна здатність перетворюватися на невидимку.
- Даг Джонс — барон Афанас, стародавній вампір зі Старого Світу, який вважає, що вампіри повинні правити світом. І Надя, і Ласло мали таємні стосунки з бароном, незважаючи на відсутність у нього статевих органів. Пізніше з'ясовується, що він насправді не «барон», а просто «безплідний» (англ. barren), оскільки не міг мати дітей.
- Нік Кролл[en] — Саймон Хитрий, вампір, який править вампірами на Манхеттені та володіє нічним клубом Sassy Cat. Він був близьким другом тріо Стейтен-Айленд, коли всі вампіри вперше прибули до Америки. Він одержимий проклятим капелюхом Ласло, зробленим зі шкіри відьми.
- Джейк Макдорман[en] — Джефф Суклер, перевтілення колишнього коханця Наді, Грегора, лицаря, якого у кожному його переродженні вбивали, відрубаючи голову. Зрештою, Надя повертає Джеффу спогади про його попереднє життя, щоб він міг бути більше схожим на колишнє «я», що призвело до того, що він впав у божевілля і потрапив до психлікарні.
- Вероніка Словіковська — Шаніс, співмешканка Дженни з коледжу, яка стає свідком перетворення Дженни у вампіра, а згодом приєднується до секретної аматорської команди мисливців на вампірів.

### Запрошені актори

#### Сезон 1
- Ардж Баркер[en] — Арджан, лідер зграї групи підтримки перевертнів зі Стейтен-Айленду. Він уклав перемир'я між своїм родом і вампірами у 1993 році.
- Дейв Батиста та Александра Генріксон — Гарретт та Василіка Осквернителі, вампіри, ув'язнені Радою після того, як Ласло підставив Гарретта за те, що він перетворив дитину на вампіра (що дуже незаконно).
- Ванесса Баєр[en] — Рассел, нова співробітниця Коліна. Незабаром він виявляє, що вона — просунута форма енергетичного вампіра — емоційний вампір, — який харчується жалем і смутком, викликаними її дивними історіями про страждання та нещастя. Вони з Коліном недовго зустрічаються, харчуючись разом нудьгою і жалем людей, поки він не відчуває, що ці відносини нездорові. Її перше ім'я — омофон «Е. В.», «емоційний вампіра».
- Мері Ґілліс — Джун, фамільяр Наді та Ласло. Здається, ніби вона хвора стара жінка, яка спілкується через хрюкання. Вона вмирає, коли барон висмоктує всю її кров після свого прибуття на Стейтен-Айленд.
- Джеремі Гарріс[en] — Колбі, фамільяр Дантоса Жорстокого та Радінки Брутальної, двох 400-річних вампірів, які ведуть себе як діти, а Колбі зображає їх батька.
- Марселін Гюґо[en] — Барбара Лазарро, пані президент Ради Стейтен-Айленду. Вона збиралася стати для вампірів способом захоплення Стейтен-Айленду, поки Ласло не залишив купу мертвих єнотів на її порозі, намагаючись завоювати її довіру, а Барбара вирішила, що це форма тероризму.
- Ґлорія Лейно — фамільяр барона. Вона мовчки і пильно стежить за вампірами зі Стейтен-Айленда до пробудження її господаря. Гільєрмо каже, що вона вискакує з нізвідки і чує все.
- Пол Рубенс — Пол, член Ради.
- Тільда Свінтон — Тільда, лідер Ради вампірів.
- Веслі Снайпс — Веслі Деннохідець, напів-вампір, член Ради, який не міг брати участь у засіданнях особисто, а лише спілкуватися у відеочаті через Skype. Денні зневажає його, стверджуючи, що він мисливець на вампірів, але Веслі все заперечує.
- Денні Трехо — Денні, іспаномовний член Ради з татуюваннями. У нього відверта неприязнь до Веслі.
- Тайка Вайтіті, Джонатан Брю[en] і Джемейн Клемент повернулися до ролей Віаго фон Дорна Шмартен Шейден Геймбург, диякона Брюке та Владислава Покера з оригінального фільму. Троє вампірів прибули з Нової Зеландії для участі у Раді вампірів.
- Еван Рейчел Вуд — Еван Безсмертна Принцеса Немертвих, член Ради.

#### Сезон 2
- Джеймс Фрейн — голос Чорного Петра — кози та фаміліара відьми.
- Марк Гемілл — Джим, вампір, який стверджує, що Ласло винен йому гроші за оренду з 1800-х років і вимагає вернути борг.[11]
- Грета Лі[en] — Селеста, фаміліар, яка планує стати вампіром.
- Гейлі Джоел Осмент — Тофер, фамільяр Наді та Ласло, якого випадково вбивають і відроджують як зомбі. На відміну від Гільєрмо, Тофер не зацікавлений стати вампіром. Він енергійний, веселий і харизматичний, його люблять усі інші члени родини.
- Люсі Панч[en] — Ліліт, відьма та суперниця Наді
- Крейг Робінсон — Клод, лідер збирачів комарів на території трьох держав, секретної команди любителів мисливців на вампірів.[12]
- Бенедикт Вонґ — Воллес, некромант і продавець чочків[en]

## Список епізодів
| Сезон | Епізоди | Епізоди | Оригінальний показ | Оригінальний показ |
| Сезон | Епізоди | Епізоди | Перший показ       | Останній показ     |
| ----- | ------- | ------- | ------------------ | ------------------ |
| 1     | 10      | 10      | 27 березня 2019    | 29 травня 2019     |
| 2     | 10      | 10      | 15 квітня 2020     | 10 червня 2020     |
| 3     | 10      | 10      | 2 вересня 2021     | 28 жовтня 2021     |

## Виробництво

### Розробка
22 січня 2018 року було оголошено, що FX почав виробництво пілотної серії. Пілотний сценарій написав Джемейн Клемент, а режисером став Тайку Вайтіті, обидва вони також є виконавчими продюсерами разом зі Скоттом Рудіном, Полом Сіммсом, Гарреттом Башем та Елі Бушем. 3 травня 2018 року було оголошено, що FX почав виробництво першого сезону з десяти епізодів, прем'єра якого відбулася 27 березня 2019 року.
За словами Джемейна Клемента:
Ми дотримуємося простих правил вампірів 70-х/80-х років, трохи з 30-х років. Вони можуть перетворитися на кажанів. Вони не можуть виходити на сонячне світло; вони не виблискують на сонці, вони вмирають. Їх потрібно запросити до себе: часто вампірів потрібно запрошувати до приватних будівель, але це документальний фільм, тому це справжні правила, і це означає, що їх потрібно запросити до будь-якої будівлі.— 
Основний вплив на серіал виявили «Ніч страху», «Мартін», «Пропащі хлопці», «Носферату. Симфонія жаху», «Інтерв'ю з вампіром», «Поцілунок вампіра» та «Дракула» Брема Стокера.
Пісня, використана у перших титрах, — «You're Dead» Норми Танеги (1966).
Прем'єра другого сезону відбулася 15 квітня 2020 року. 22 травня 2020 року FX продовжила серіал на третій сезон, прем'єра якого запланована на 2 вересня 2021 року. 13 серпня 2021 року FX анонсувало четвертий сезон, напередодні прем'єри третього сезону. Після поновлення четвертого сезону стало відомо, що Рудін більше не є виконавчим продюсером майбутнього сезону серіалу через звинувачення у зловживанні.

### Знімання
Основні знімання першого сезону проходили з 22 жовтня по 18 грудня 2018 року в Торонто, Онтаріо.
Автор і продюсер Пол Сіммс повідомив, що в серіалі не використовуються ефекти CGI:
Немає повністю цифрових персонажів або чогось подібного. Одним із фільмів, про які ми дійсно багато говорили, коли ми створювали шоу, був «Дракула» Френсіса Форда Копполи, ми повернулись до того, щоб дійсно зробити якомога більше ефектів «на камеру». Один з моїх улюблених надприродних моментів — повністю знятий на камеру. Це епізод, де персонаж Біані Фельдштейн гуляє по парку, а Надя з'являється поруч із нею. Це все було зроблено по-старому, коли Наташа ховалася за деревом, а камера стежила за нею, і в потрібний момент вона вийшла з-за дерева. Думаю, у цьому старомодному способі є щось цікавіше того, коли ви можете сказати, що це цифровий, гумовий і фальшивий вигляд.— 
За словами кінематографістів Д.Дж. Стіпсена та Крістіана Спренгера, їх вплив на серіал полягав у роботі Майкла Баллгауза та художника-постановника Томаса Е. Сандерса над «Дракулою» Брема Стокера режисера Копполи:
Ми згадували цей фільм для створення загальної розкішності особняка вампірів, що було нашою головною сценою. Однак ми вважали, що вампіри зі Стейтен-Айленду запустили своє житло. Колишня слава очевидна, але зараз вона зношена, вицвіла та засмучена. Ми з дизайнером-постановником Кейт Банч мали багато розмов про те, як знайти правильний баланс між розкішшю та недбалістю. Є сильні червоні, ба навіть жовті кольори, які вицвіли аж до теплого коричневого кольору.— 